# Атаев, Байры
Байры Атаевич Атаев (род. 1926) — советский туркменский государственный и партийный деятель. Первый секретарь Ташаузского обкома КП Туркменистана (1971—1986), член ЦК КП Туркменистана. Депутат Верховного Совета СССР VII—XI созывов.

## Биография
Родился в 1926. По национальности — туркмен. Член КПСС с 1952.
Образование высшее — окончил Ташкентскую высшую партийную школу.
С 1941 года — колхозник. В 1945—1949 годах служил в Советской Армии. С 1949 года – председатель исполкома Сельского совета, председатель колхоза. С 1955 года — инструктор райкома партии, председатель райисполкома, слушатель Высшей партийной школы, первый секретарь райкома партии, секретарь парткома производственного колхозно-совхозного управления.
С 1965 года — первый секретарь Куня-Ургенчского райкома партии. С 1970 года — первый секретарь Ташаузского обкома КП Туркменистана.
Депутат Совета Национальностей Верховного Совета СССР 7-11 созывов (1966—1989) от Куня-Ургенчского избирательного округа № 434 Туркменской ССР; член Комиссии по охране природы Совета Национальностей.